# Georgia State Stadium
Das Center Parc Stadium ist ein College-Football-Stadion in der US-amerikanischen Stadt Atlanta im Bundesstaat Georgia. 

## Geschichte
Ursprünglich als Centennial Olympic Stadium für die Olympischen Sommerspiele 1996 errichtet, erfolgte nach dem Ende der anschließenden Sommer-Paralympics zunächst der Umbau in ein Baseballstadion, das Turner Field. Dieses wurde von 1997 bis 2016 als Heimspielstätte der MLB-Mannschaft der Atlanta Braves genutzt. Nachdem die Braves in den neu errichteten SunTrust Park umzogen, erwarb die Georgia State University das Stadion sowie die umliegenden Flächen, um den Campus zu erweitern. Das Stadion wurde ab 2017 in ein Footballstadion mit 25.000 Plätzen umgebaut.
Es wird hauptsächlich vom NCAA-College-Football-Team der Georgia State Panthers (Sun Belt Conference) genutzt. Zudem trug 2019 das in der Alliance of American Football (AAF) beheimatete Team der Atlanta Legends hier seine Heimspiele aus.
Am 11. August 2020 schloss die Universität mit der Atlanta Postal Credit Union (APCU) eine Namensrechtsvereinbarung mit einer Laufzeit von 15 Jahren und einem Wert von 21 Millionen US-Dollar. Das Stadion wurde unter APCUs neuer Verbrauchermarke Center Parc in Center Parc Stadium umbenannt.